# Arcmás (film)
Az Arcmás (eredeti cím: Faces in the Crowd) 2011-ben bemutatott brit-kanadai-amerikai krimi-drámai-horror-thriller, melyet Julien Magnat írt és rendezett. A főszerepben Milla Jovovich, Julian McMahon, David Atrakchi, Michael Shanks, Sandrine Holt és Sarah Wayne Callies látható.
A filmet 2011. november 4-én mutatták be.

## Cselekmény
Anna Marchant (Milla Jovovich) szemtanúja lesz annak, hogy egy Tearjerker Jack nevű sorozatgyilkos megöl egy nőt. Jack őt is üldözni kezdni és megtámadja, a nő megsérül és leesik egy hídról. Anna egy héttel később ébred fel a kómából, és proszopagnóziát, más néven „arcvakságot” diagnosztizálnak nála. Ez azt jelenti, hogy képes felismerni tárgyakat, de arcokat kevésbé. Ennek ellenére együttműködik Sam Kerrest rendőr nyomozóval (Julian McMahon), hogy megállítsák Tearjerker Jacket, mielőtt újra lecsapna.

## Szereplők
| Szerep              | Színész             | Magyar hang        |
| ------------------- | ------------------- | ------------------ |
| Anna Merchant       | Milla Jovovich      | Kéri Kitty         |
| Sam Kerrest nyomozó | Julian McMahon      | Dolmány Attila     |
| Eric Lanyon nyomozó | David Atrakchi      | Dózsa Zoltán       |
| Bryce               | Michael Shanks      | Varga Rókus        |
| Dr. Langenkamp      | Marianne Faithfull  | Menszátor Magdolna |
| Francine            | Sarah Wayne Callies | Nemes Takách Kata  |
| Nina                | Valentina Vargas    | Zsigmond Tamara    |

## Gyártás
A film Julien Magnat író-rendező második játékfilmje. A forgatás 2010. május 8-án kezdődött a kanadai Manitobában, Winnipegben és környékén, a fő forgatásra pedig 2010. június 13-án került sor.